# Droga krajowa D8 (Chorwacja)
Droga krajowa D8, nazywana także Magistralą Adriatycką (chorw. Državna cesta D8, Jadranska Magistrala) – droga krajowa na terenie Chorwacji.
Ze swoją długością 643,8 km stanowi najdłuższą drogę krajową w tym państwie. Biegnąc na znacznej długości blisko wybrzeża Morza Adriatyckiego tworzy połączenie Słowenii z Rijeką, Zadarem, Splitem, Makarską, Dubrownikiem oraz Czarnogórą.
Arteria składa się z dwóch odcinków, rozdzielonych bośniacką drogą M2 o długości około 9 km.

## Trasy europejskie
Trasa ma wspólny przebieg z drogami międzynarodowymi E61, E65 i E80.

## Miejscowości leżące przy trasie D8
- Pasjak – przejście graniczne na granicy ze Słowenią
- Šapjane
- Rupa (A7)
- Jušići (A7)
- Matulji (B8, D66)
- Rijeka (D3, D304, D403, D404)
- Bakar (D40)
- Kraljevica
- Šmrika (A7, D102)
- Jadranovo (D501)
- Crikvenica
- Novi Vinodolski
- Senj (D23)
- Karlobag (D25)
- Maslenica (A1, D54)
- Zadar (D306, D407, D424)
- Biograd na Moru (D503)
- Vodice
- Šibenik (D33, D58)
- Trogir (D58, D126)
- Kaštela (D409)
- Split (D1, D410)
- Orniš (D70)
- Baška Voda (D76)
- Makarska (D411, D512
- Drvenik (D412)
- Ploče (D413, D425)
- Opuzen (D9)
- Klek – przejście graniczne na granicy z Bośnią i Hercegowiną

- Zaton Doli – miejscowość w pobliżu granicy z Bośnią i Hercegowiną (D414)
- Doli (D235)
- Dubrovnik (D420)
- Čibača (D223)
- Karasovići – miejscowość w pobliżu granicy z Czarnogórą (D516)